# Victoriano Navascués
Victoriano Navascués Chivite (Cintruénigo, 19 de mayo de 1884 - Valtierra, 18 de agosto de 1936) fue un labrador y político español de Izquierda Republicana y una de las víctimas de la guerra civil española en Navarra.

## Biografía
Casado con Petra Pérez Yanguas con la que tuvo cinco hijos.
Fue alcalde de Cintruénigo en 1931. En los sucesos de Arnedo del año 1932 muere su hermano de un tiro de la Guardia Civil. 
Miembro fundador en Navarra del Partido Republicano Democrático Federal, posteriormente en 1933 fue presidente de Acción Republicana y seguidamente, pasaría a presidir la Izquierda Republicana local en julio de 1934.
El 23 de julio, iniciada la guerra civil española la autoridad militar destituye a los cuatro concejales que habían sido nombrados de forma interina por el gobernador civil en julio de 1936 y entre los que estaba Victoriano Navascués y nombra un Cuerpo Nacional de Defensa. Seguidamente, Victoriano junto a otros es detenido y enviado a la cárcel de Tudela.
El día 18 de agosto fue asesinado por personas pertenecientes al pueblo, en su mayoría carlistas.